# Снуди (озеро)
Сну́ди (біл. Снуды́) — озеро в Браславському районі Вітебської області на півночі Білорусі. Дев'яте за площею водного дзеркала озеро країни. Належить до групи Браславських озер.

## Опис

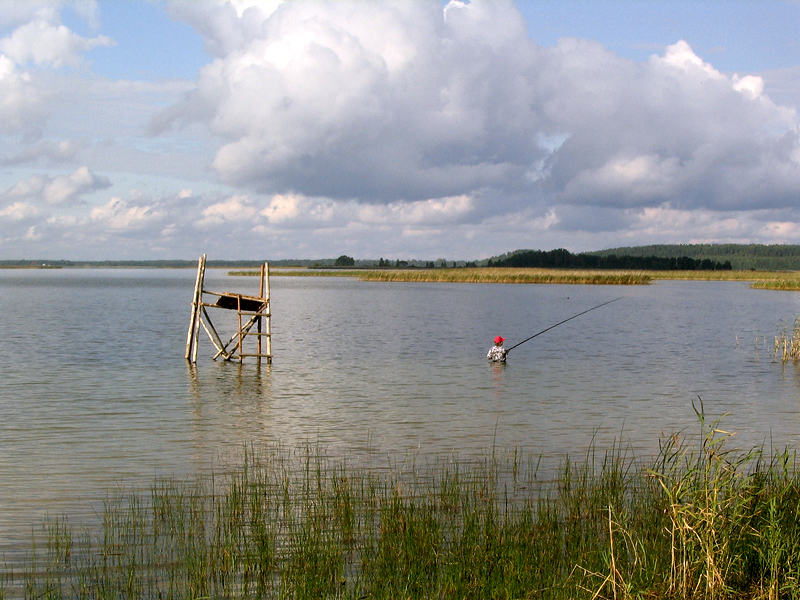
Озеро Снуди

Водойма знаходиться в басейні річки Друйка (притока Західної Двіни), розташоване за 10 кілометрів на північ від міста Браслав і за 5 км на південь від кордону із Латвією.
Приплив води в озеро йде по 13-ти невеликих струмках, багато з яких влітку пересихають. Живить озеро також протоки із озера Північне Волосо; стік іде по протоці в озеро Струсто, вода з якого через ряд озер зливається у річку Друйка.
Площа озера становить 22,0 км². Це друге за площею серед Браславських озер (поступається розмірами лише озеру Дрив'яти). Довжина становить 8,8 км, максимальна ширина 4,9 км. Максимальна глибина — 16,5 м. Об'єм води в озері становить 107 млн м³, площа водозбору — 113 км².
На східному березі — довга насип, на якій ростуть стрункі золотисто-жовті сосни. Камовий пагорб, що лежить на перешийку між озерами Снуди і Струсто, захищає озеро від панівних, в цій місцевості, західних вітрів. Уздовж усього берега простежується низька піщана, іноді заболочена заплава, яка потім змінюється надзаплавними терасами заввишки до 12 м.
Водойма входить в зону відпочинку «Браслав». До східного берега озера примикає міжозерний ландшафтний заказник.

## Улоговина та рельєф
Улоговина озера витягнута з північного заходу на південний схід і має надзвичайно складний тип. Схили улоговини озера суглинкові та піщані і мають висоту до 30 метрів. На сході та південному сході схили обриваються поблизу урізу води. Береги низькі, перезволожені. Уздовж східного берега проходить озова гряда, поросла сосновим лісом.
Заплава Снуди має ширину від 5 до 150 метрів. Западини дна чергуються із піщаним мілководдям. Більшість мілководдя поросла очеретом.
Мілководна зона озера піщана, місцями глиниста та кам'яниста. На глибинах дно вислано сапропелем та глинистим мулом. Загальна потужність відкладення на більшій частині дна не перевищує 3-4 метрів, але в закритих заплавах вона збільшується до 9-10 метрів.
Максимальні глибини знаходяться в південному плесі озера. Найбільша із них — 16,5 метрів — знаходиться в південно-східній частині озера. У найбільш широкій північній частині — глибини не перевищують 13 метрів.
Глибини більше 10 м складають близько 24 % площі поверхні озера, глибини понад 5 м — близько 29 % площі.

### Острови
На озері знаходяться 11 островів, загальна площа яких становить 1,6 км². У посушливі роки рівень озера може знижуватися. У таких випадках кількість островів збільшується до шістнадцяти.
До найбільших островів відносяться: Турмос, Лакіно, Красногорка, Липовець, Сосновець. Ці острови витягнуті із північного заходу на південний схід уздовж довгої осі озера. Острови складаються переважно із червоно-бурої морени з великою кількістю валунів. Вони майже позбавлені рослинності і добре помітні на тлі блакитної води.
Острови на озері чергуються зі зниженнями правильної форми.

## Вода
Вода в озері добре перемішується. Як наслідок, вміст кисню в озері високий практично на всіх глибинах. Дефіцит кисню спостерігається тільки на найбільших глибинах і в придонному шарі води. Дефіцит особливо посилюється після довгої безвітряної погоди.
Температурний поділ води дуже яскраво виражений у південній частині, де різниця поверхневих та придонних температур води може сягати 13-15 °С, і менш значний — в північній, більш відкритій частині, де спостерігається незначне поступове зниження температури із збільшенням глибини.
Взимку спостерігаються відносно низькі придонні температури, які можуть досягати до 2,4-2,7 °C. Це пов'язано із слабким зимовим розігріванням та значним осіннім охолодженням води в озері. Висока насиченість киснем в зимовий час, яка становить не менше 40-45 %, забезпечується пониженим вмістом органічних речовин у воді.
Для озера характерні середня мінералізація і висока прозорість води, яка становить близько 6,6 метрів, за цим показником озеро відноситься до числа самих прозорих в країні. Все це дозволяє віднести озеро до мезотрофного типу.

## Флора та фауна
Ширина смуги рослинності, яка представлена очеретом, уздовж берегів становить до 300 метрів. Прибережна рослинність поширена до глибини 2 м, підводна — до глибини 8 м.
Очерет вирізняється розрідженістю та невеликою біомасою, але разом з тим займає ширшу смугу в східній та південно-східній частині озера.
З глибини 4-5 метрів відзначені скупчення рдесника та хорових водоростей. Вони займають широку смугу до брили 7,5 метрів. На озері велике поширення отримала елодея, яка здатна поглинати із води шкідливі речовини та сполуки.
Фітопланктон водойми складається із 33 видів водоростей, більшість з яких складають діатомові. Загальна біомаса фітопланктону становить 4 г/м³. Зоопланктон складається із 97 видів. Його біомаса влітку становить 1,0-1,5 г/м³, що є свідченням обмеженої кормності водойми. Основну масу зообентосу складають молюски.
На озері основними видами риб є плотва, щука, окунь, лин, ряпушка, вугор. Також поширені верховодка, язь, корюшка. Із сусідніх озер в Снуди потрапили амурський сазан та срібний карась.